# Ixianthes retzioides
Ixianthes retzioides är en tvåhjärtbladig växtart som beskrevs av George Bentham. Ixianthes retzioides ingår i släktet Ixianthes och familjen Stilbaceae. Inga underarter finns listade i Catalogue of Life.